# Третьяков, Сергей Михайлович (меценат)
Серге́й Миха́йлович Третьяко́в (19 [31] января 1834, Москва — 25 июля [6 августа] 1892, Петергоф) — русский предприниматель, меценат, коллекционер, действительный статский советник (1883). Младший брат и партнёр П. М. Третьякова, в паре с ним — один из основателей Третьяковской галереи.

## Семья. Годы становления
Сергей Михайлович родился в семье Михаила Захаровича и Александры Даниловны Третьяковых в родовом гнезде Третьяковых в 1-м Голутвинском переулке в Москве. Михаил Захарович держал небольшие лавки в Гостином дворе, владел бумагокрасильной и отделочной фабриками. В 30-летнем возрасте купец Третьяков женился на дочери коммерсанта Данилы Ивановича Борисова — Александре Даниловне, которая за восемнадцать лет супружеской жизни родила двенадцать детей. Первенцем стал Павел, через год на свет появился Сергей.
Образование старшие сыновья получили с помощью домашних педагогов; их приглашал Михаил Захарович, который и сам старался присутствовать на занятиях. Когда мальчики подросли, отец начал привлекать их к работе в своих лавках: Павел и Сергей выполняли указания приказчика, зазывали покупателей, делали уборку. Братья-погодки были очень дружны, несмотря на разницу в характерах и темпераментах: немногословный, сосредоточенный Павел редко демонстрировал напоказ свои чувства, Сергей обычно выглядел «более легкомысленным», «любил пофорсить».
В 1848 году на семью Третьяковых обрушилась череда трагедий: из-за скарлатины один за другим ушли из жизни четверо детей, — что сказалось на здоровье самого Михаила Третьякова. Незадолго до смерти он составил завещание, согласно которому весь «благоприобретённый капитал» переходил к жене Александре Даниловне. Отдельным пунктом Михаил Захарович отметил сыновей:
Сыновей до совершений лет воспитывать и прилично образовывать. Ежели моей супругой будет замечено, что сыновья будут брать деньги не на доброе дело, а на какую-нибудь слабость или распутство, то даю полную волю запретить выдачу денег до формального раздела.

## Основание фирмы. Женитьба
В 1851 году большая семья Третьяковых переехала в двухэтажный замоскворецкий дом с флигелем, кухней, прачечной, конюшней и каретным сараем. Первый этаж был отдан Павлу, Сергею и их сестре Елизавете, которая, выйдя замуж за приказчика Владимира Коншина, сменила фамилию. На втором поселилась Александра Даниловна с младшими детьми.
Через несколько лет Павел и Сергей получили от матери все права на управление делами и, взяв в компаньоны зятя, основали фирму «Магазин полотняных, бумажных, шерстяных товаров, русских и заграничных Торгового дома П. и С. братьев Третьяковых и В. Коншина в Москве». В новой фирме каждый из владельцев отвечал за свой участок: Владимир Дмитриевич работал непосредственно в магазине, Сергей курировал зарубежные торговые операции, Павел вёл всю бухгалтерию. Дела шли успешно, и в 1866 году братья открыли в Костроме прядильную и ткацкую мануфактуру.
В 1856 году Сергей Михайлович женился на шестнадцатилетней Елизавете Сергеевне Мазуриной, происходившей из семьи владельцев Реутовской мануфактуры. Во время бала, который жених дал в преддверии свадьбы, будущие супруги, по словам исследователей, «были неотразимы»: «Сергей красив, строен, как всегда, необычайно элегантен. Невеста веселится, как дитя, переодевается по три раза вечер». Первый брак Сергея Михайловича длился недолго: его жена, успев подарить мужу наследника Николая (1857—1896), умерла в 1860 году во время родов дочери Марии, скончавшейся младенцем.

## Общественная деятельность
Энергия, присущая Сергею Михайловичу, не давала ему возможности ограничивать себя рамками бизнеса. С начала 1860-х годов он активно включился в общественную жизнь Москвы, занимая последовательно должности гласного Московской городской думы (1863), старшины московского купечества (1863—1866), члена состава директоров Русского музыкального общества (1868), члена Славянского благотворительного комитета (1869—1870). В 1877 году и в 1881 году (но во второй раз ушёл почти сразу в отставку) Третьяков избирался городским головой. По утверждению исследователей, трудное время, совпавшее с периодом его управления, в полной мере высветило организаторские способности Сергея Михайловича . Так, он инициировал сбор пожертвований «на нужды воинов» в годы русско-турецкой войны; настоял на увеличении затрат на образование с 230 до 375 тысяч рублей в год; добился включения в состав Москвы Сокольничьей рощи и Ширяева Поля. Третьяков организовал новые бульвары — в Сокольниках, у Александровских казарм, на Девичьем поле. По инициативе Третьякова были созданы Яблочный и Самотёчный скверы, а также сквер у Храма Христа Спасителя.

Во время торжества, связанного с открытием памятника Пушкину (1880), Третьяков сказал:
Москва будет хранить его как драгоценнейшее народное достояние, и да воодушевит изображение великого поэта нас и грядущие поколения на всё доброе, умное, честное, славное.
Вместе с братом, вкладывая личные средства, основал Арнольдо-Третьяковское училище для глухонемых детей, в котором преподавались не только общие дисциплины, но и давалось профессиональное образование
С 1880 году городскому населению начали оказывать акушерскую помощь в четырёх новых родильных приютах
В 1881 году в Сокольничьей роще, перешедшей в собственность города Москвы, незаконно вырубили деревья. Разразился скандал, и руководство Городской управы подало в отставку. В декабре 1881 года С. М. Третьяков подал в отставку.
В честь 140-летия присоединения к Москве Сокольничьей рощи и Ширяева Поля при входе в парк в 2019 году был открыт памятный знак С. М. Третьякову.

## Коллекция
Не только произведения иностранных художников были собраны в особняке С. М. Третьякова. Здесь висело немало замечательных русских картин из числа тех, которые составляют украшение Третьяковской галереи. Здесь были два лучших пейзажа Александра Иванова — «В парке виллы Дориа» и «Вид из Помпеи на Кастелламаре», один из видов Сорренто Сильвестра Щедрина, «Птицелов» Перова, «Украинская ночь» Куинджи, «Лунная ночь» Крамского.
Коллекционные пристрастия Сергея Михайловича обозначились не сразу. По словам Павла Михайловича, в начале 1870-х годов его брат проявлял большое внимание к русской живописи. Однако в дальнейшем Сергей Третьяков ориентировался в основном на работы зарубежных художников — в частности, немецких и французских. Подобное «разделение сферы деятельности» было связано с нежеланием конкурировать со старшим братом. Коллекция Третьякова-младшего отличалась исключительной тщательностью отбора; меценат интересовался прежде всего представителями «барбизонской школы» и академической живописи.
В 1870-х годах, женившись второй раз, Сергей Михайлович переехал в усадьбу, расположенную на Пречистенском бульваре, 6. Картины, находившиеся в этом доме, были объединены общим романтическим настроением: их основу составляли «поэтические пейзажи», которые приобретались не ради демонстрации публике, а для собственного удовольствия. Не считая себя профессиональным коллекционером, Третьяков тем не менее помогал брату формировать его галерею. Так, бывая в столице или за границей, он информировал Павла Михайловича о новых работах, деятельности живописцев, общих художественных тенденциях. Именно Сергей настоял на том, чтобы композитор Антон Рубинштейн, которого Третьяковы знали с детских лет, согласился позировать Илье Репину; он же рекомендовал брату не покупать полотно Андрея Матвеева «Куликовская битва»:
Матвеев, живя в Голландии, писал «Куликовскую битву», применяясь к изображениям битв германских. Я полагаю, что к твоей коллекции она совершенно не подходит, и если кому и следовало бы её приобрести, — то, конечно, Эрмитажу.
Свидетельством того, что для Сергея Михайловича собирание картин было сродни хобби, является его система купли, продажи и обмена приобретённых произведений. Он легко расставался с экспонатами, затем возвращал их обратно; по словам искусствоведа Ирины Ненарокомовой, «трудно представить, чтобы Павел Михайлович действовал подобным образом, непрестанно манипулируя приобретёнными картинами Перова или Репина». Тем не менее именно этот любительский метод вкупе с компетентными советами брата позволил Сергею Третьякову сформировать коллекцию, которая «среди русских собраний подобного типа стояла в своё время на первом месте». Ненарокомова отмечает, что приобретённые им работы Жана-Франсуа Милле, Теодора Руссо, Камиля Коро и Шарля-Франсуа Добиньи входят в число «прекрасных страниц мировой живописи».

## Второй брак. Смерть. Судьба коллекции
Сергей Михайлович скончался во время поездки в Петербург летом 1892 года. Его тело перевезли в Москву, совершив по пути литию, и похоронили 30 июля на Даниловском кладбище рядом с родителями.

Для Павла Михайловича уход брата стал внезапным; через год он обратился к Репину с просьбой написать портрет Сергея по фотографии. В то же время нужно было решать вопрос о дальнейшей судьбе коллекции Третьякова-младшего. В своём завещании тот указал, что готов оставить в дар городу картины, большой капитал и принадлежавшую ему часть дома в Лаврушинском переулке. Согласно описи, сделанной годом ранее, стоимость коллекции, в которую входило более ста произведений, превышала 500 000 рублей. Передавая своё собрание брату, Сергей Михайлович отметил:
Из художественных произведений, находящихся в моем доме на Пречистенском бульваре, прошу брата моего Павла Михайловича Третьякова взять для присоединения к своей коллекции... всё то, что он найдёт нужным, с тем, чтобы взятые им художественные произведения получили то же назначение, какое он даст своей коллекции.
Исполняя волю брата, Павел Михайлович решил к его коллекции присоединить и свой музей, передав общую галерею вместе с особняком в дар Москве. В конце августа 1892 года соответствующее заявление было направлено в городскую думу; в середине сентября дума постановила «принять дар братьев Третьяковых и благодарить Павла Михайловича». Как вспоминал старейший хранитель Третьяковской галереи Н. А. Мудрогель, через некоторое время экспонаты, находившиеся в пречистенском доме Сергея Михайловича, начали перемещаться в Лаврушинский переулок. В августе 1893 года состоялось открытие музея, именуемого «Московская городская галерея имени братьев Павла и Сергея Третьяковых».

### Вторая жена
Вторая жена (с 10.11.1868) — Елена Андреевна Матвеева (14.02.1846, Москва — после 1917), дочь дворянина, вышедшего из купеческой среды. Свадьба была в Москве в квартире Третьякова на Мясницкой. По отзывам дочери П. Третьякова Александры Боткиной, Елена Андреевна «была образованная, отличалась оригинальной красотой, имела изумительные покатые плечи, бледное, чуть-чуть одутловатое лицо, тяжелый жгут волос на затылке и крошечные ручки, которыми очень гордилась». Будучи светской дамой, "вечно ездила туда, сюда (ссылаясь на астму предпочитала проводить время за границей на водах), очень роскошно одевалась, платья получала из Парижа и нанимала на лето большую дачу в Петергофе рядом с Рубинштейном, в которого была влюблена. У неё каждый день бывали гости, пел изысканный хор цыган, что было тогда в большой моде. После пения цыган был фейерверк, а в день именин мужа (5 июля) был всегда большой званный вечер". Брак Третьяковых был бездетным. После смерти мужа Е. А. Третьякова жила в Санкт-Петербурге. В 1911 году она передала Николаю II ценное собрание изобразительных материалов и документов по истории русских войн, что стало основой коллекции музея «Государева Ратная палата» в Царском Селе.
В 1948 году прах братьев Третьяковых был перезахоронен на Новодевичьем кладбище.

### Рекомендуемая литература
- Юденкова Т. В. Братья Павел Михайлович и Сергей Михайлович Третьяковы: мировоззренческие аспекты коллекционирования во второй половине XIX века. — М.: БуксМАрт, 2015. — 525 с. — ISBN 978-5-906190-38-3.
- Юденкова Т. В. Другой Третьяков: Судьба и коллекция одного из основателей Третьяковской галереи. — М.: Арт-Волхонка, 2012. — 392 с. — ISBN 978-5-904508-19-7.
- Милюгина Е. Г. Павел и Сергей Третьяковы. Собрание русской живописи. — М.: Белый город, 2012. — 240 с. — (Музеи мира). — ISBN 978-5-7793-4031-1.